# Ramgarh (tehsil)
Ramgarh fou un tehsil (tahsil) del districte de Mandla, modernament part del bloc de Dindori al districte de Dindori a Madhya Pradesh. Agafava el nom de la població de Ramgarh situada a 22° 47′ N, 81° 00′ E / 22.783°N,81.000°E en una eminència rocosa per la que corria el riu Burhner, que separava la vila de la de Amarpur. Fou capital del tahsil fins que fou traslladada a Dindori, a 25 km al nord, avançat el segle XIX (vers 1880). Ramgarh va esdevenir només una estació de policia.
El tehsil tenia 6.908 km² i 791 pobles amb una població el 1881 de 129.962 habitants.